# 1981年のラジオ (日本)
1981年のラジオ (日本)では、1981年の日本のラジオ番組、その他ラジオ界の動向について記す。

## 主なその他ラジオ関連の出来事
- 5月20日 - 全国FM放送協議会（JFN）が発足[1]。

## 商号変更
- 10月1日 - ラジオ関東→アール・エフ・ラジオ日本

## 特別番組

### 8月放送
- 31日 - 9月1日
  - ありがとうラジオとともに30年（MBSラジオ）[2][3]

### 10月放送
- 1日 - 決定的瞬間!ラジオ日本誕生（ラジオ日本）[4]
- 25日 - 民放30周年"スーパースターベスト10"（民放AM全社）[4]

### 11月放送
- 7日 - 8日
  - ラジソン いきいきラジオ30時間大行進（信越放送）[5]

### 12月放送
- 25日 - 26日
  - ラジオは今働き盛り（TBSラジオ）[6]

## 開始番組

### 1981年1月放送開始
ニッポン放送
- 1日 - ビートたけしのオールナイトニッポン

ラジオたんぱ
- 開始日不明 - 夕刊です[7]

### 1981年3月放送開始
ラジオ大阪
- - 石黒一の早起きセミナー

### 1981年4月放送開始
NHKラジオ第1放送
- 8日 - 一冊の本

NHKラジオ第2放送
- 6日 - 農業経営セミナー
- 11日 
  - ハロー・フレンズ
  - 定時制に学ぶ

STVラジオ
- 3日 - 春日和彦のアタックヤング
- 5日 - 五十嵐浩晃のアタックヤング
- 6日
  - おはよう早起きさん[8]
  - 9時です リクエストプラザ[8]
  - 10時です じゅんきのはりきり八丁目[8]
  - こちらヤンスタベスト10[8]
  - 鈴木一平のアタックヤング

秋田放送
- 開始日不明 - ABSサンサンモーニング[8]

東京放送
- 6日 
  - ニュース・スポーツニュース
  - 親と子のふれあい処世考
  - ラジオ図書館[8]
- 11日 - ジェミニ・ミュージックパートナー 三原順子ファンタジーロード[9]
- 12日 - ラジオはアメリカン[8]
- 開始日不明
  - 榊原郁恵 レディーのときめき[9]
  - ビアホール名人会[8]

文化放送
- 6日 
  - コスモポリタン・アイ[7]
  - おはようデジタルラジオ
  - 陣平のトクする11時
- 開始日不明 - アニメNOW!

ニッポン放送
- 6日
  - ひやま信彦の早起きお楽しみワイド昔はよかった[8][7]
  - SUZUKIハッピーモーニング・いってらっしゃいシリーズ
  - 高島ひでたけの今日も快調!朝8時
- 12日 - 松田聖子 夢で逢えたら[8][9]
- 開始日不明
  - 坂崎幸之助のほとんど冗談!
  - 山城新伍の新伍一番勝負

ラジオ関東
- 6日 - 現代瓦版[8]

東海ラジオ放送
- 開始日不明 - 週刊ラジオアニメック

近畿放送
- 開始日不明
  - City NOW 京都午後3時
  - ハイヤングKYOTO (第一期)[8]

朝日放送
- 開始日不明
  - 鋭ちゃんのあまから川柳

毎日放送
- 開始日不明
  - 土曜特集

ラジオ大阪
- 開始日不明
  - 佃寿美子のしあわせリビング
  - カマサミ・ゴング・ショー

ラジオたんぱ
- 開始日不明 - ラジオ朝刊8:00[7]

### 1981年5月放送開始
エフエム東京
- 1日 
  - FM STATION my sound graffiti[8]
  - 民俗音楽を訪ねて

ニッポン放送
- 2日 - 陳平の歌謡ビッグサタデー

### 1981年7月放送開始
毎日放送
- 6日 - ホットラインMBS[7]

### 1981年8月放送開始
ラジオ関西
- 16日 - 神戸からこんにちは[2]

### 1981年9月放送開始
毎日放送
- 2日 - こちらベスト歌謡曲

### 1981年10月放送開始
NHKラジオ第1放送
- 24日 - 連続ラジオコメディー「ブラジルから来た太郎君」

東京放送
- 5日 -  The Radio お元気ですか土居まさるです
- 開始日不明 
  - 神谷明のエキサイト歌謡曲[7]
  - プロ野球選手名物語
  - キャンパスベストテン
  - おはなし日本列島

文化放送
- 4日 - 神津善行の音楽研究所
- 5日
  - ニュース・ホットスタジオ
  - はかま満緒の朝から一緒に文化放送
  - 円鏡のお昼でヨイショ!
  - 細田勝のしあわせワイド
- 6日 - ミスDJリクエストパレード[7]
- 10日 
  - さだまさしのセイ!ヤング
- 11日 
  - アイ・ジョージ
  - ようこそイルカクラブへ
- 開始日不明 
  - 青島・うつみの花咲かジョッキー
  - 紳・竜の落ちこぼれ受験講座東大一直線
  - 気分はサイコー!わ・は・は
  - ザ・娯楽30年

ニッポン放送
- 3日
  - 電話好きッコラジオッコ 男のコにはナイショなの
  - こうせつ・郁恵のまんてんナイト キラキラ放送局
- 5日 - アイドルスタースペシャル
- 6日 - 阿呆鳥のオールナイトニッポン
- 開始日不明 
  - 沢田研二劇場 夜はいいやつ
  - ラジオスペシャル

ラジオ日本
- 開始日不明 
  - 曽根幸明のラジオ面白夕刊
  - 貴方と夜と音楽と

静岡放送
- 開始日不明 - フリーステーション1.2.0

朝日放送
- 5日 - ABCラジオ10
- 開始日不明
  - 走る土リク
  - ラジオ・スペシャル ビバ!ラジ

毎日放送
- 開始日不明
  - トーク最前線
  - 日曜特集

大阪放送
- 5日 - OBCヤングラジオ
- 開始日不明 
  - OBCニュース・アップ[7]
  - オーサカ・ナイト・午後8時

ラジオたんぱ
- - たんぱスペシャル
- 開始日不明

民放AM各局
- 開始日不明 - 阿川泰子のトゥナイト

### 1981年11月放送開始
ニッポン放送
- 2日 - くるくるダイヤル ザ・ゴリラ
- 8日 - くり万・芳恵の学校ぐるみ放課後ベストテン

### 開始日不明
茨城放送
- IBSヒットランキング

ラジオ関東
- 独占!うわさのワイド 岩崎良美のイキイキ40分![9]

エフエム東京
- 翔べ光の中へ 〜Come on in music〜

## 終了番組

### 1981年3月放送終了
秋田放送
- ラジオプラザ午前9時